# Кашина Малпага (Бергамо)
Кашина Малпага је насеље у Италији у округу Бергамо, региону Ломбардија.
Према процени из 2011. у насељу је живело 43 становника. Насеље се налази на надморској висини од 103 м.